# تیم دی‌کی
تیم دی‌کی (انگلیسی: Tim DeKay؛ زادهٔ ۱۲ ژوئن ۱۹۶۳) یک هنرپیشه اهل ایالات متحده آمریکا است.
از فیلم‌ها یا برنامه‌های تلویزیونی که وی در آن نقش داشته است می‌توان به یقه سفید، اره‌ماهی، اسمارت را بگیر، جنگجوی صلح‌طلب، کلاغ: رستگاری و کنترل اشاره کرد.